# Ragnhild van Telge
Ragnhild van Telge was een koningin-gemalin van Zweden in de periode van 1105 tot en met 1117.
Zij was gehuwd met Inge II van Zweden.